# یوتو میسائو
یوتو میسائو (انگلیسی: Yuto Misao؛ زادهٔ ۱۶ آوریل ۱۹۹۱) بازیکن فوتبال اهل ژاپن است.
وی سابقه عضویت در تیم‌هایی همچون باشگاه فوتبال کاشیما آنتلرز را در کارنامه دارد.